# Ermanno di Sassoferrato
Ermanno di Sassoferrato (ou Ormanno) (né à Sassoferrato dans la première moitié du XIIIe siècle et mort à une date inconnue) est un homme politique italien du XIIIe siècle.

## Biographie
Ermanno di Sassoferrato fut un représentant typique de ces familles qui fournissaient aux XIIIe et XIVe siècles des magistrats de carrière aux différentes villes italiennes. Il descendait de la famille des comtes d'Atti. Cette famille originaire de Todi se divisa en diverses branches qui se seraient établies à Foligno, Orvieto, Viterbe et Sassoferrato. Dans cette dernière ville, vécut entre la fin du XIIe siècle et les débuts du XIIIe siècle Ugo, suivi par le fils Atto, qui y aurait recouvert une charge publique en 1225. Le troisième de la famille fut Ermanno, fils d'Atto. 
En 1278, Ermanno fut appelé par le Conseil de Pérouse pour succéder au capitaine du peuple.
Son arrivée dans la ville coïncida avec le sommet politique, économique et militaire qui avait permis aux Perugini de se lancer dans de nombreuses entreprises parmi lesquelles les travaux pour l'aqueduc et la fontaine de la place. En octobre 1277, les premiers pas furent effectués pour la mise au jour de la charge de podestat et de celle de capitaine du Peuple et Uguccionello et Raniero de Giovanni furent dépêchés auprès d'Ermanno pour qu'il acceptât l'investiture pro anno proximo venturo. Le 10 janvier 1278, Ermanno succéda à Anselmo da Alzate avec Matteo da Correggio en qualité de podestat. Leur bref passage fut immortalisée par l'inscription sur la Fontana Maggiore (Pérouse), qu'elle fut érigée tempore domini Mathaei de Corigia et domini Ermani de Saxoferato. Le 23 septembre déjà, Federico de Mediis fut informé de l'arrivée du successeur d'Ermanno.
Après sa charge à Pérouse, Ermanno fut appelé à recouvrir la charge de capitaine du Peuple à Bologne; en 1283, il occupe la charge de podestat Citta di Castello. Pendant la période de son mandat ici, les deux procureurs de la guelfo furent nommés, pour faire ligue avec Taddeo et Corrado de Montefeltro. En 1285, Ermanno devint podestat à Cagli.
La date de son décès est inconnue. Son fils Brodaio et petit-fils Giovanni le suivirent dans la carrière de podestat.